# بنكسية خلنجية الأوراق
بنكسية خلنجية الأوراق (الاسم العلمي: Banksia ericifolia) هي نوع من النباتات تتبع جنس البنكسية من الفصيلة البروطية. موطنها أستراليا. انها تنمو في منطقتين منفصلتين من وسط وشمال نيوساوث ويلز شرق غريت ديفايدينغ. معروفة جيدا باللون البرتقالى أو الأحمر الخريفى من الازهرار (نبات)، التي تتباين مع لون الأوراق الخضراء التي تشبه أوراق الشجر leaved heath-like foliage، وهي شجيرة متوسطة إلى كبيرة يمكن أن تصل إلى 6 م (20 قدم) مرتفعة وعريضة، عادة ما يكون على الرغم من ذلك نصف الحجم. تتعرض البوار في المناطق الساحلية في أغلب الأحيان (3–7 قدم) 1–2 م.
البنكسية خلنجية الأوراق كانت واحدة من أنواع البنكسية الأصلية التي تم جمعها من قبل جوزيف بانكس حول خليج بوتاني في عام 1770 وكان اسمه وضع من قبل كارل لينيوس الأصغر، ابن كارولوس لينيوس، في 1782. وهو نبات مميز، وقد تم تقسيمه إلى نويعين:
- بنكسية خلنجية الأوراق نويع خلنجية الأوراق من منطقة سيدني.
- بنكسية خلنجية الأوراق نويع كبيرة الزهرة من نيو ساوث ويلز أقصى الساحل الشمالي التي تم الاعتراف في عام 1996.

البنكسية خلنجية الأوراق تنموا على نطاق واسع في الحدائق الأسترالية على الساحل الشرقي لسنوات عديدة، وتستخدم على نطاق محدود في صناعة الزهور المقطوفة.مثل قزم مدمج مستنبت نباتي أصبحت البنكسية ليتل اريك أكثر شعبية في السنوات الأخيرة مع الاتجاه نحو الحدائق الصغيرة.

## الوصف

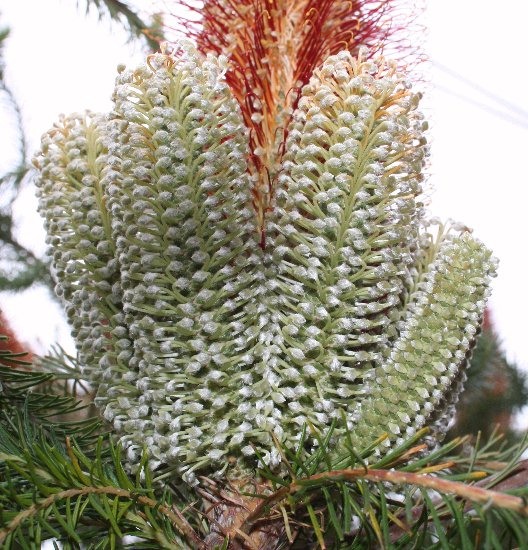
"شموع بيضاء" تظهر طفرات متعددة نادرة

بنكسية خلنجية الأوراق تنمو كشجيرة كبيرة تصل إلى 6 أمتار (20 قدم) في الطول، وعلى الرغم من أنه في كثير من الأحيان تكون أصغر، أي حول 1–2 ;مترا (3–6أقدام), في الأماكن المكشوفة مثل المروج الساحلية أو الجبلية. لحاء رمادي اللون على نحو سلس ورقيق إلى حد ما مع عديسات. ومع ذلك يمكن أن تصير أسمك بشكل ملحوظ مع التقدم في السن. في الشكل الخطي للأوراق الخضراء الداكنة حيث تكون صغيرة وضيقة، 9–20 مم (⅓–¾;بوصة) في الطول، وتصل إلى 1;مم في العرض، في الغالب مع اثنين من الأسنان الصغيرة في الأطراف.وتكون الأوراق مكدسة وقد رتبت بالتناوب على الفروع. يحدث النمو الجديد عموما في فصل الصيف ويعتبر اللون الأخضر الليمي (لون) جذابا.

## التصنيف
بنكسية خلنجية الأوراق وقد تم جمعها للمرة الأولى في خليج بوتاني في 29 نيسان 1770, بواسطة السير جوزف بانكس والدكتور دانيال سولاندر، العالم الطبيعى على جهاد خلال اللفتنانت (في وقت لاحق الكابتن) جيمس كوك' أول رحلة ل المحيط الباسيفيكى. ومع ذلك، لم ينشر الأنواع حتى أبريل 1782، عندما كارولوس لينيوس الأصغر وصف أول أربعة من أنواع بنكسية في كتابهSupplementum Plantarum' '. تتميز أنواع لينيوس التي كتبها بأشكال الأوراق وعينها فيها وفقا لذلك. وهكذا فإن الأنواع ذات الأوراق التي تذكر ب هيذر (في ذلك الوقت تصنف تبعا لجنس إيريكا )وقد أعطيت اسما معينا إريكافوليا، مشتق من 'إيريكا "اللاتينية" "، ومعناها هيذر "، فوليم, وهي تعنى ورقة". تم تعديل هذا الهجاء في وقت لاحق إريكافوليا.إريسيفوليا وبالتالي فإن الاسم الكامل لهذه الأنواع هو بانكيزيا إريكافوليا 'LF، مع الاحرف الأولى' 'قائمة مختصرات أسماء علماء النبات' 'تحديدا كارولوس لينيوس الأصغرإريسيفوليا وبالتالي فإن التسمية ثنائية لهذا النوع من بانكيزيا إريكافوليا L.f., مع الاحرف الأولىL.f. تحديد الألوان تبعا لينيوس الأصغر.
في حين أن العديد 'بنكسية' الأنواع شهدت الكثير من التغيير التصنيفية منذ نشر ومميزة B. على إريسيفوليا لم يتغير مفهوم الأنواع إلى حد كبير. وبالتالي، فإن الأنواع لا يوجد لديها مرادف تصنيفى. فإنه، مع ذلك، لدينا ثلاثة مرادفات تسميات المرادف الأول، بنكسية pphylicaefolia 'Salisb، وقد نشرت من قبل عالم النبات اللغة الإنجليزية ريتشارد أنطوني سالزبوري في كتابه عام 1796 'Prodromus stirpium في هورتو تشابل أليرتون vigentium' '. كان المقصود به كإسم بديل لإريكافوليا, ولكن سالزبوري لم يذكر سبب كان مثل هذا الاستبدال ولماذا كان ضروريا. لذا كان اسم superfluous, وبالتالي illegitimate. نشأ المرادف الثاني من أوتو كونتزه عام 1891 التحدي المتمثل في اسم بنكسية L.f., على أساس أن بنكسية J.R.Forst & G. كانت فورست beenh نشرت قبل ذلك ‏، للجنس الذي يعرف الآن باسم بيماليه. Kuntze نقل جميع أنواع بانكيزيا إلى اسم الجنس الجديد Sirmuellera, في عملية النشر Sirmuellera ericifolia (L.f.) Kuntze. فشل التحدي، ولكن في الواقع، كتب اطروحة كاملة ‏ تم رفضها على نطاق واسع. وأخيرا، في عام 1905 شن جيمس بريتن تحديا مماثلا، واقتراح نقل جميع أنواع 'بنكسية' إلى' Isostylis ؛ B. ericifolia 'L.f. وبذلك أصبحت Isostylis ericifolia 'L.f. (بريتن). فشل هذا التحدي أيضا.
والتغيير الأخير لتصنيف الأنواع 'هو الاعتراف، في عام 1981، لأصنوفة infraspecific. وقد اعترف بها لأول مرة في عام 1979 من قبل عالم النبات الهاوى ألف سالكن، الذي أشار إلى ثلاثة أشكال متميزة من الأنواع، على أن يكون أحدهما من الهجين مع بنكسية spinulosa فار، وجود أشكال مختلفة من 'ericifolia B. & نبسب". cunninghamii|بانكيزيا spinulosa فار. cunninghamii]]. Salkin gave له شكل الشمالي المؤقت infraspecific اسم "microphylla", ولكن عندما أليكس جورج نشرت وصفا رسميا في ه 1981The genus Banksia L.f. (Proteaceae), وأطلق عليه اسم ;ericifolia var. macrantha. في عام 1996، تمت ترقيته إلى رتبة صوب محددة كما B. على ericifolia 'subsp.macrantha.

### الحالة داخل البنكسية
بنكسية قد جرت العادة على وصفها بأنها تقع ضمن سلسلة Spicigerae من بانكيزيا، جنبا إلى جنب مع بانكيزيا spinulosa ومختلف أنواع بانكيزيا مثل B. seminuda و بنكسية براونية. هذه السلسلة يتم وضعها في Banksia sect. Oncostylis ‏ وفق أليكس جورج' تصنيف بانكيزيا، ولكن مباشرة في بانكيزيا 'subg. 'بانكيزيا' ' في ترتيب ثييل للبانكيزيا على أساس تحليل فرع تصنيف. كيفن ثييل بالإضافة إلى ذلك وضعها تحت سلسلة 'إريسيفوليا', ولكن هذه لم يدعمها جورج.
تحت الترتيب التصنيفي لجورج بانكيزيا, إريسيفوليا' الحالة داخل بانكيزيا تصبح كما يلى: